# Manuel Jesús García Garrido
Manuel Jesús García Garrido (Fuente de Cantos, provincia de Badajoz, 25 de abril de 1928 - Boadilla del Monte, Madrid, 14 de enero de 2021) fue un jurista español. Catedrático de Derecho Romano en las Universidades de La Laguna, Santiago de Compostela y de la Universidad Nacional de Educación a Distancia (UNED). Rector de la Universidad de Santiago de Compostela y de la UNED.

## Biografía
Hizo sus estudios de primera enseñanza en Azuaga y el Bachillerato con los jesuitas de Sevilla. Obtuvo el título de maestro en Badajoz, en la Escuela Normal, y trabajó como tal durante breve tiempo. Simultáneamente estudiaba Derecho en la Universidad de Sevilla, en la que se licenció y doctoró, tras lo cual abandonó la enseñanza y se dedicó a la jurisprudencia, lo que compatibilizó con actividades políticas y empresariales. Fue también profesor mercantil, ejerció como abogado y fue miembro del Tribunal Arbitral de Madrid.
En 1956 se casó con Dolores Marvizón con la que tuvo ocho hijos. Con Pilar Espín, con quien se casó por lo civil, tuvo un hijo. En 1997 se casó en ceremonia religiosa con Lourdes Costa, después de obtener la anulación de su matrimonio con Dolores Marvizón de la Iglesia Católica.

### Trayectoria docente
Hijo de maestros, que destinados a Malcocinado y Azuaga, donde sufrieron las consecuencias de la guerra civil española.
Su trayectoria en el mundo universitario, comenzó como discípulo de Álvaro D'Ors, y se consolidó como romanista de dimensión internacional al trabajar con Ferdinad de Visscher (Universidad de Lovaina) y al cursar el postgrado en la Universidad de Roma La Sapienza. Allí recibió la enseñanza -entre otros- de especialistas de la talla de Emilio Betti, Vincenzo Arangio-Ruiz (Papirología y epigrafía jurídicas), Edoardo Volterra o Antonio Dell´Emilia (Derecho bizantino). Fue compañero de promoción de otros destacados romanistas como Filippo Gallo, Dieter Nörr, Theo Mayer-Maly, Mario Talamanca y Giuliana Foti-Talamanca. 
En sus años de estancia en Roma fue secretario del Instituto Jurídico Español y director de la Escuela Española de Historia y Arqueología, ambas instituciones integradas en el CSIC. 
De regreso a España ganó por unanimidad la cátedra de Derecho romano de la Universidad de La Laguna. Posteriormente ocupó la de Santiago de Compostela y finalmente la de la UNED, donde fue su primer rector y catedrático. Dirigió diversas tesis doctorales, entre sus discípulos destacan, Fernando Reinoso Barbero y Federico Fernández de Buján. Teniendo su propia escuela. Dentro de la política universitaria, fue rector de la Universidad de Santiago de Compostela, pasando a serlo de la recién creada UNED. Impulsó la creación de la Universidad de Extremadura y del centro de la UNED en Mérida.
Durante la dictadura franquista fue procurador en Cortes entre los años 1967 y 1974, en el cupo de rectores de universidad. Llegada la democracia, fue diputado por Badajoz en las listas de la Unión de Centro Democrático en la Legislatura Constituyente.

## Distinciones
- Caballero de las reales órdenes de Alfonso X el Sabio y de San Raimundo de Peñafort.
- Hijo predilecto de Fuente de Cantos (1973)[3]

## Publicaciones
Destacan entre sus obras: el libro Ius Uxorium (Roma, 1959, con prólogo de Volterra) o los artículos dedicados a "Los verdaderos límites de la ficción en Derecho romano" («AHDE.», XXVII-XXVIII, 1957-58, p. (305-342) 316 s.).  